# Seznam dílů seriálu Pandora
Toto je seznam dílů seriálu Pandora. Americký dramatický televizní seriál Pandora byl vysílán v letech 2019–2020 na stanici The CW, celkově vzniklo 23 dílů ve dvou řadách.

## Přehled řad
| Řada | Díly | Premiéra v USA    | Premiéra v USA    |
| Řada | Díly | První díl         | Poslední díl      |
| ---- | ---- | ----------------- | ----------------- |
| 1    | 13   | 16. července 2019 | 1. října 2019     |
| 2    | 10   | 4. října 2020     | 13. prosince 2020 |

## Seznam dílů

### První řada (2019)
| Č. v seriálu | Č. v řadě | Původní název                                 | Režie             | Scénář                                    | Premiéra v USA    |
| ------------ | --------- | --------------------------------------------- | ----------------- | ----------------------------------------- | ----------------- |
| 1            | 1         | Shelter from the Storm                        | Steve Hughes      | Mark A. Altman                            | 16. července 2019 |
| 2            | 2         | Chimes of Freedom                             | Steve Hughes      | Mark A. Altman                            | 23. července 2019 |
| 3            | 3         | Masters of War                                | Christian Gossett | Steve Kriozere                            | 30. července 2019 |
| 4            | 4         | I Shall Be Released                           | Brett Simmons     | Thomas P. Vitale a Brett Simmons          | 6. srpna 2019     |
| 5            | 5         | Most Likely To Go Your Way (And I'll Go Mine) | Brett Simmons     | námět: Steve Kriozere scénář: Darin Scott | 13. srpna 2019    |
| 6            | 6         | What Was It You Wanted                        | Jenn Wexler       | námět: Mark A. Altman scénář: Lisa Klink  | 20. srpna 2019    |
| 7            | 7         | Time Out of Mind                              | Mike Hurst        | námět: Mark A. Altman scénář: Mike Hurst  | 27. srpna 2019    |
| 8            | 8         | Under the Red Sky                             | Tirsa Hackshaw    | Marco Schnabel                            | 3. září 2019      |
| 9            | 9         | It Ain't Me Babe                              | Christian Gossett | John C. Kelley a Steve Kriozere           | 10. září 2019     |
| 10           | 10        | Hurricane                                     | Brett Simmons     | Thomas P. Vitale a Brett Simmons          | 17. září 2019     |
| 11           | 11        | I'll Be Your Baby Tonight                     | Brea Grant        | Gabrielle Stanton                         | 24. září 2019     |
| 12           | 12        | Knocking on Heaven's Door                     | Chris LeDoux      | Steve Kriozere                            | 1. října 2019     |
| 13           | 13        | Simple Twist of Fate                          | Mark A. Altman    | Mark A. Altman                            | 1. října 2019     |

### Druhá řada (2020)
| Č. v seriálu | Č. v řadě | Původní název                       | Režie              | Scénář                                                              | Premiéra v USA     |
| ------------ | --------- | ----------------------------------- | ------------------ | ------------------------------------------------------------------- | ------------------ |
| 14           | 1         | Things Have Changed                 | Brett Simmons      | Mark A. Altman                                                      | 4. října 2020      |
| 15           | 2         | Don't Think Twice, It's All Right   | Brett Simmons      | námět: Mark A. Altman scénář: Mark A. Altman a Steve Kriozere       | 11. října 2020     |
| 16           | 3         | Gates of Eden                       | Chris LeDoux       | Steve Kriozere                                                      | 18. října 2020     |
| 17           | 4         | Beyond Here Lies Nothin'            | Brea Grant         | námět: Mark A. Altman scénář: Susan Estelle Jansen                  | 25. října 2020     |
| 18           | 5         | On a Night Like This                | Brea Grant         | námět: Steve Kriozere scénář: Susan Estelle Jansen a Mark A. Altman | 1. listopadu 2020  |
| 19           | 6         | Pay in Blood                        | Buddy Giovinazzo   | Thomas P. Vitale                                                    | 8. listopadu 2020  |
| 20           | 7         | A Fool Such as I                    | Christian Gossett  | Darin Scott a Steve Kriozere                                        | 22. listopadu 2020 |
| 21           | 8         | Tell Me That It Isn't True          | Maximilian Schmige | námět: Mark A. Altman scénář: Lisa Klink a Peter Holmstrom          | 29. listopadu 2020 |
| 22           | 9         | All Along the Watchtower            | Buddy Giovianzzo   | námět: Mark A. Altman scénář: Brea Grant a Steve Kriozere           | 6. prosince 2020   |
| 23           | 10        | I Forgot More Than You'll Ever Know | Buddy Giovianzzo   | Mark A. Altman                                                      | 13. prosince 2020  |